# 普兰塞
普兰塞（法語：Princé，法語發音：[pʁɛ̃se]）是法国伊勒-维莱讷省的一个市镇，位于该省东部，属于富热尔-维特雷区。

## 地理
普兰塞（48°12'59"N, 1°5'18"W）面积12.36 平方千米，位于法国布列塔尼大區伊勒-维莱讷省，该省份为法国西北部沿海省份，位于布列塔尼半岛东部，北濒大西洋，西接阿摩尔滨海省和莫尔比昂省，南至大西洋卢瓦尔省，西南端接曼恩-卢瓦尔省，东临马耶讷省，东北与芒什省接壤。
与普兰塞接壤的市镇（或旧市镇、城区）包括：蒙托图尔、旺德莱地区沙蒂永、拉克鲁瓦克西耶、瑞维涅、吕特雷-栋皮埃尔。

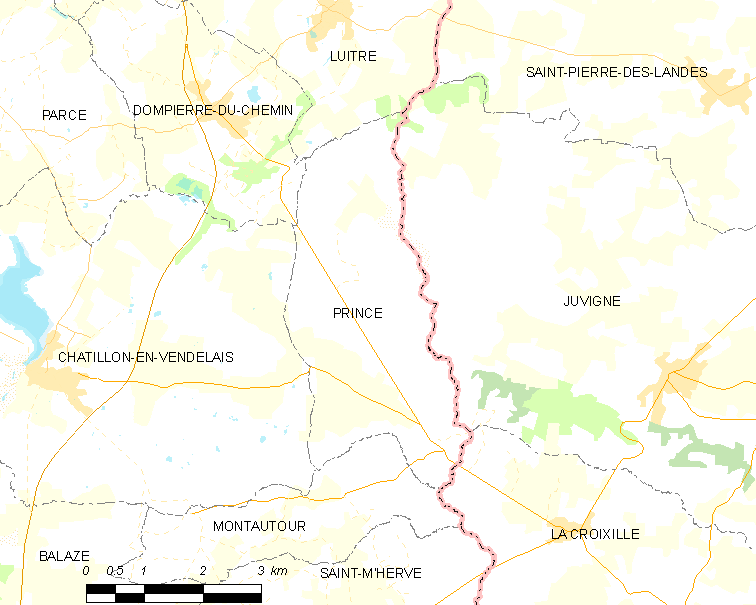
普兰塞的OSM定位图

普兰塞的时区为UTC+01:00、UTC+02:00（夏令时）。

## 行政
普兰塞的邮政编码为35210，INSEE市镇编码为35232。

## 政治
普兰塞所属的省级选区为维特雷县。

## 人口

1962-2008年间普兰塞人口变化图示

普兰塞于2022年1月1日时的人口数量为398人。